# 普龙斯费尔德
普龙斯费尔德是德国莱茵兰-普法尔茨州的一个市镇。总面积15.37平方公里，总人口945人，其中男性459人，女性486人（2011年12月31日），人口密度61人/平方公里。